# Warhammer 40,000: Fire Warrior
Warhammer 40,000: Fire Warrior — відеогра, шутер від першої особи, розроблена студією Kuju Entertainment на основі вигаданого всесвіту Warhammer 40,000 від компанії Games Workshop. Гра вийшла для платформ PlayStation 2 і Microsoft Windows 29 вересня 2003. Видавцем для обох платформ була компанія THQ.
Гравець виступає в ролі представника молодої раси тау, який повинен протягом 24-х годин звільнити лідера свого народу з ув'язнення, протистоячи Імперіуму та силам Хаосу.

## Ігровий процес
Гра є шутером від першої особи. Гравець знаходить протягом проходження гри різноманітну зброю, але одночасно може нести тільки два різновиди і окремо мати з собою гранати та ніж. В умовах малого освітлення можна використовувати прилад нічного бачення. Броня поступово відновлюється, а здоров'я поповнюється двома видами аптечок.
У грі існує мультиплеєр, в якому присутні режими deathmatch, командний deathmatch і захоплення прапора. Всього гравець може зіграти на 8-и картах. Fire Warrior була однією з перших ігор для PlayStation 2, що підтримувала до 8 гравців у мультиплеєрі, використовуючи широкосмуговий адаптер.

## Сюжет
Події гри тривають 24-х години. У вступному відеоролику лідер тау, ефірний Ко'Ваш відвідує одну з колоній своєї раси, в цей час колонію атакує Космодесант Імперіуму і захоплює ефірного. Воїн касти Вогню на ім'я Кейс, разом з іншими бійцями, отримує завдання звільнити ефірного з рук губернатора Северуса. Воїни Вогню висаджуються на пустельній планеті Долумар IV, де Кейс один, щоб не привертати уваги, проникає в фортечну в'язницю та визволяє полоненого. Крейсер, на який відвозять звільненого Ко'Ваша, атакується імперським судном. Космодесантники з нього проникають на корабель тау і намагаються вбити капітана корабля та вивести з ладу двигуни.
Після порятунку життя капітана (що є секретним завдання і не шкодить загальному сюжету), Кейс разом з іншими Воїнами Вогню, за допомогою абордажної капсули потрапляє на судно противника. Там їм вдається відключити артилерію корабля і зруйнувати двигуни, але в підсумку Кейса схоплюють при спробі полонити капітана корабля адмірала Костянтина на його містку. Капітан 3-ї роти ордена Ультрамаринів Ардіас наказує не вбивати полоненого.
Ардіас пропонує перемир'я між Імперіумом та імперією тау, і повідомляє про те, що Северус діяв, будучи спокушеним силами Хаосу через демона, Повелителя змін Тарх'акса. У цей час Тарх'акс телепортує загін Несучих Слово на корабель. Вони викрадають Ко'Ваша й адмірала, і захоплюють контроль над корабельною зброєю, намагаючись порушити встановлене перемир'я між тау і Імперіумом. Але їх зупиняє Кейс, знищивши гармати. Ардіас тим часом запускає механізм самознищення корабля, і Кейс в десантній капсулі переможеного Дредноута Хаосу катапультується з корабля на планету, як і багато інших вижилих.
Приземлившись у руїнах імперського міста, герой об'єднується разом з іншими тау, і знищує імперського Титана, гігантську бойову машину, призначену для захисту цитаделі Хаосу. Кейс повертається до в'язниці, де був на початку гри, де в катакомбах бореться з військами Хаосу. Северусові більше не потрібний ефірний і він вбиває його. Кейс перемагає Северуса і Тарх'акса, після чого повертається на корабель. Гра закінчується тим, що Ардіас наказує знищити планету, щоб уникнути розповсюдження Хаосу, а тау покидають це місце.

## Персонажі
- Кейс (англ. Kais) — протагоніст гри. Його повне ім'я — Шас'ла Т'ау Кейс (Shas'la T'au Kais). У грі розгортаються події першого дня його служби в лавах армії тау.
- Мейлох Северус (англ. Meyloch Severus) — губернатор імперської планети Долумар IV. Цікавився тау через те, що ті не мають ніякого зв'язку з Варпом, отже і непідвладні Хаосу. Вважав себе союзником демона Хаосу Тарх'акса. Після смерті Северуса в його труп вселився Тарх'акс.
- Адмірал Костянтин (англ. Admiral Constantine) — капітан імперського судна, що атакував тау при їх спробі повернути Ко'Ваша. Його абордажна команда була знищена, і тау вдається змусити його капітулювати. Пізніше Костянтина захоплюють у полон губернатор Северус і Несучі Слово. Він встигає дати Кейсу фінальне попередження, перед тим як перетворюється на породження Хаосу.
- Ель'Луша (англ. El'Lusha) — командир Кейса. У першу половину гри він є його інструктором.
- Аун'ель Ко'Ваш (англ. Aun'el Ko'Vash) — лідер тау, його звільнення з планети Долумар IV є першою місією головного героя. Пізніше Северус вбиває його в кінці гри.
- Ардіас (англ. Ardias) — капітан 3-ї роти ордену Ультрамаринів, дає вказівки Кейсу в другій половині гри. Він рятує життя адмірала, коли Кейс штурмує капітанський місток. Пізніше разом з Кейсом бореться проти Хаосу.

## Актори озвучування
- Оповідач — Том Бейкер
- Луша — Барт Квоук
- Губернатор Северус — Сін Пертві
- Адмірал Костянтин — Брайан Блессед
- Капітан Ардіас — Пітер Серафіновіч
- Ко'Ваш — Девід Іп

## Новелізація
У жовтні 2003 року видавництво Black Library випустило книгу на основі гри під тією ж назвою, автор Саймон Спуріер (Simon Spurrier). Книга детальніше розкриває сюжет гри, особливо щодо культури тау.

## Рецензії
Версія Fire Warrior для ПК отримала середні огляди від більшої частини ігрової преси, заробивши 6.0 на сайтах IGN і Gamespot, і 5.5 на GameStats. Однак IGN дав версії для PS2 оцінку 8.1, а Play Magazine оцінив її на B-. Версія для PS2 отримала вищі оцінки від критиків і геймерів, заробивши 7.1 балів на Gamestats.